# 요정향
요정향(영어: Fairyland 페어리랜드[*], 스코트어: Elfame 엘파메, 고대 노르드어: Álfheimr 알프헤임)은 영어와 스코틀랜드 민속에서 요정들의 멋진 땅 또는 거처이다. 고대 프랑스어 faierie(초기 현대 영어 faerie)는 요정들의 땅인 환상이나 마법을 의미했다 . 현대 영어(17세기까지) 요정은 요정영역의 이름을 주민들에게 옮겼다. 에드먼드 스펜서의 요정여왕에 나오는 요정기사라는 표현은 "초자연적인 기사" 또는 "요정의 기사"를 의미하지만 나중에 "요정"인 기사를 가리키는 것으로 재해석되었다.

## 같이 보기
- 별세계
- 실리
- 티르 나 노그